# Orobothriurus curvidigitus
Espèce
Synonymes
- Bothriurus curvidigitus Kraepelin, 1911
- Bothriurus lampei Werner, 1916

Orobothriurus curvidigitus est une espèce de scorpions de la famille des Bothriuridae.

## Distribution
Cette espèce est endémique de la région d'Arequipa au Pérou. Elle se rencontre entre 2 300 et 3 600 m d'altitude.

## Description
Le mâle décrit par Maury en 1975 mesure 42,0 mm et la femelle 32,5 mm.

## Publication originale
- Kraepelin, 1911 : Neue Beitrage zur Systematik der Gliederspinnen. Mitteilungen aus dem Naturhistorischen Museum in Hamburg, vol. 28, p. 57-107 (texte intégral).